# Cynortellana lagenaria
Cynortellana lagenaria is een hooiwagen uit de familie Cosmetidae.